# Allotrichoma tricolor
Allotrichoma tricolor är en tvåvingeart som först beskrevs av Leander Czerny 1909.  Allotrichoma tricolor ingår i släktet Allotrichoma och familjen vattenflugor.
Artens utbredningsområde är Spanien. Inga underarter finns listade i Catalogue of Life.